# Bremen (Schiff, 1842)
Die Radkorvette Bremen war ein Schiff der Reichsflotte, die sie ab 1848 im Dienst hatte. 
Sie wurde auf der Werft von Johann Marbs in Altona-St. Pauli als Frachtschiff Leeds für die Hanseatische Dampfschifffahrts-Gesellschaft, Hamburg 1842 erbaut, am 23. Juni 1848 von der Hamburger Admiralität für die Hamburger Flottille angekauft und am 15. Oktober 1848 in die Reichsflotte mit Namen Bremen übernommen.
Der Schiffskörper war ein Querspanten-Kraweelbau und bestand aus Eichen- und Gelbpinienholz. Die liegend angebrachten, oszillierenden Dampfmaschinen wurde von der britischen Firma Fawcett, Preston & Co. aus Liverpool geliefert. Im 14,32 m langen Maschinenraum waren auch die beiden Dampfkessel installiert.
Der 36-Pfünder stand anfangs vor dem Fockmast, wurde aber hinter diesen umgesetzt. Der 32-Pfünder hatte seinen Platz auf dem Dach des achteren Deckssalon. Die beiden 18-Pfünder konnten zwischen den Schiffsseiten verschoben werden und, je einer vor und hinter den Radkästen, durch Stückpforten feuern.
Die Bremen wurde 1852 wieder verkauft an die General Steam Navigation Co. Ltd., London und fuhr ab März 1853 als Frachter Hannover bis 1865. Ab Februar 1868 wurde das Schiff als Kohlenhulk verwendet.